# Seznam dílů seriálu Upíří deníky
Toto je seznam dílů seriálu Upíří deníky. Americký fantastický seriál Upíří deníky (v anglickém originále The Vampire Diaries) vysílala od 10. září 2009 do 10. března 2017 televizní stanice The CW.

## Přehled řad
| Řada | Díly | Premiéra v USA | Premiéra v USA  | Premiéra v ČR      | Premiéra v ČR     |
| Řada | Díly | První díl      | Poslední díl    | První díl          | Poslední díl      |
| ---- | ---- | -------------- | --------------- | ------------------ | ----------------- |
| 1    | 22   | 10. září 2009  | 13. května 2010 | 31. května 2012    | 29. června 2012   |
| 2    | 22   | 9. září 2010   | 12. května 2011 | 2. července 2012   | 2. srpna 2012     |
| 3    | 22   | 15. září 2011  | 10. května 2012 | 27. listopadu 2013 | 26. prosince 2013 |
| 4    | 23   | 11. října 2012 | 16. května 2013 | 27. prosince 2013  | 28. ledna 2014    |
| 5    | 22   | 3. října 2013  | 15. května 2014 | nebylo vysíláno    | nebylo vysíláno   |
| 6    | 22   | 2. října 2014  | 14. května 2015 | nebylo vysíláno    | nebylo vysíláno   |
| 7    | 22   | 8. října 2015  | 13. května 2016 | nebylo vysíláno    | nebylo vysíláno   |
| 8    | 16   | 21. října 2016 | 10. března 2017 | nebylo vysíláno    | nebylo vysíláno   |

## Seznam dílů

### První řada (2009–2010)
| Č. v seriálu | Č. v řadě | Původní název               | Český název          | Režie               | Scénář                                        | Premiéra v USA     | Premiéra v ČR   |
| ------------ | --------- | --------------------------- | -------------------- | ------------------- | --------------------------------------------- | ------------------ | --------------- |
| 1            | 1         | Pilot                       | Začátek              | Marcos Siega        | Kevin Williamson a Julie Plec                 | 10. září 2009      | 31. května 2012 |
| 2            | 2         | The Night of the Comet      | Noc s kometou        | Marcos Siega        | Kevin Williamson a Julie Plec                 | 17. září 2009      | 1. června 2012  |
| 3            | 3         | Friday Night Bites          | Upíří fotbal         | John Dahl           | Barbie Kligman a Bryan M. Holdman             | 24. září 2009      | 4. června 2012  |
| 4            | 4         | Family Ties                 | Krev není voda       | Guy Ferland         | Andrew Kreisberg a Brian Young                | 1. října 2009      | 5. června 2012  |
| 5            | 5         | You're Undead to Me         | Mrtvá pravda         | Kevin Bray          | Sean Reycraft a Gabrielle Stanton             | 8. října 2009      | 6. června 2012  |
| 6            | 6         | Lost Girls                  | Zatracené duše       | Marcos Siega        | Kevin Williamson a Julie Plec                 | 15. října 2009     | 7. června 2012  |
| 7            | 7         | Haunted                     | Posedlost            | Ernest R. Dickerson | Kevin Williamson a Julie Plec                 | 29. října 2009     | 8. června 2012  |
| 8            | 8         | 162 Candles                 | 162. narozeniny      | Rick Bota           | Kevin Williamson a Gabrielle Stanton          | 5. listopadu 2009  | 11. června 2012 |
| 9            | 9         | History Repeating           | Historie se opakuje  | Marcos Siega        | Bryan M. Holdman a Brian Young                | 12. listopadu 2009 | 12. června 2012 |
| 10           | 10        | The Turning Point           | Nováček              | J. Miller Tobin     | Kevin Williamson, Julie Plec a Barbie Kligman | 19. listopadu 2009 | 13. června 2012 |
| 11           | 11        | Bloodlines                  | Rodokmen             | David Barrett       | Kevin Williamson, Julie Plec a Sean Reycraft  | 21. ledna 2010     | 14. června 2012 |
| 12           | 12        | Unpleasantville             | Tančírna             | Liz Friedlander     | Barbie Kligman a Brian Young                  | 28. ledna 2010     | 15. června 2012 |
| 13           | 13        | Children of the Damned      | Stará láska nerezaví | Marcos Siega        | Kevin Williamson a Julie Plec                 | 4. února 2010      | 18. června 2012 |
| 14           | 14        | Fool Me Once                | Komu není rady..     | Marcos Siega        | Brett Conrad                                  | 11. února 2010     | 19. června 2012 |
| 15           | 15        | A Few Good Men              | Tombola              | Joshua Butler       | Brian Young                                   | 25. března 2010    | 20. června 2012 |
| 16           | 16        | There Goes the Neighborhood | Změna je život       | Kevin Bray          | Bryan Oh a Andrew Chambliss                   | 1. dubna 2010      | 21. června 2012 |
| 17           | 17        | Let The Right One In        | Bouře                | Dennis Smith        | Julie Plec a Brian Young                      | 8. dubna 2010      | 22. června 2012 |
| 18           | 18        | Under Control               | Samá překvapení      | David von Ancken    | Barbie Kligman a Andrew Chambliss             | 15. dubna 2010     | 25. června 2012 |
| 19           | 19        | Miss Mystic Falls           | Miss Mystic Falls    | Marcos Siega        | Bryan Oh a Caroline Dries                     | 22. dubna 2010     | 26. června 2012 |
| 20           | 20        | Blood Brothers              | Upíří bratři         | Liz Friedlander     | Kevin Williamson a Julie Plec                 | 29. dubna 2010     | 27. června 2012 |
| 21           | 21        | Isobel                      | Návrat Isobel        | J. Miller Tobin     | Caroline Dries a Brian Young                  | 6. května 2010     | 28. června 2012 |
| 22           | 22        | Founder's Day               | Den oslav            | Marcos Siega        | Bryan Oh a Andrew Chambliss                   | 13. května 2010    | 29. června 2012 |

### Druhá řada (2010–2011)
| Č. v seriálu | Č. v řadě | Původní název            | Český název       | Režie            | Scénář                                    | Premiéra v USA     | Premiéra v ČR     |
| ------------ | --------- | ------------------------ | ----------------- | ---------------- | ----------------------------------------- | ------------------ | ----------------- |
| 23           | 1         | The Return               | Návrat            | J. Miller Tobin  | Kevin Williamson a Julie Plec             | 9. září 2010       | 2. července 2012  |
| 24           | 2         | Brave New World          | Konec a začátek   | John Dahl        | Brian Young                               | 16. září 2010      | 3. července 2012  |
| 25           | 3         | Bad Moon Rising          | Zlý měsíc vychází | Patrick Norris   | Andrew Chambliss                          | 23. září 2010      | 4. července 2012  |
| 26           | 4         | Memory Lane              | Cestou vzpomínek  | Rob Hardy        | Caroline Dries                            | 30. září 2010      | 9. července 2012  |
| 27           | 5         | Kill or Be Killed        | Kdo z koho        | Jeff Woolnough   | Mike Daniels                              | 7. října 2010      | 10. července 2012 |
| 28           | 6         | Plan B                   | Plán B            | John Behring     | Elizabeth Craft a Sarah Fain              | 21. října 2010     | 11. července 2012 |
| 29           | 7         | Masquerade               | Maškaráda         | Charles Beeson   | Kevin Williamson a Julie Plec             | 28. října 2010     | 12. července 2012 |
| 30           | 8         | Rose                     | Kletba            | Liz Friedlander  | Brian Young                               | 4. listopadu 2010  | 13. července 2012 |
| 31           | 9         | Katerina                 | Katarína          | J. Miller Tobin  | Andrew Chambliss                          | 11. listopadu 2010 | 16. července 2012 |
| 32           | 10        | The Sacrifice            | Oběť              | Ralph Hemecker   | Caroline Dries                            | 2. listopadu 2010  | 17. července 2012 |
| 33           | 11        | By the Light of the Moon | Za svitu měsíce   | Elizabeth Allen  | Mike Daniels                              | 2. prosince 2010   | 18. července 2012 |
| 34           | 12        | The Descent              | Pád               | Marcos Siega     | Sarah Fain a Elizabeth Craft              | 27. ledna 2011     | 19. července 2012 |
| 35           | 13        | Daddy Issues             | Problémy s otcem  | Joshua Butler    | Kevin Williamson a Julie Plec             | 3. února 2011      | 20. července 2012 |
| 36           | 14        | Crying Wolf              | Nářek vlka        | David von Ancken | Brian Young                               | 10. února 2011     | 23. července 2012 |
| 37           | 15        | The Dinner Party         | Večeře            | Marcos Siega     | Andrew Chambliss                          | 17. února 2011     | 24. července 2012 |
| 38           | 16        | The House Guest          | Návštěva          | Michael Katleman | Caroline Dries                            | 24. února 2011     | 25. července 2012 |
| 39           | 17        | Know Thy Enemy           | Prozření          | Wendey Stanzler  | Mike Daniels                              | 7. dubna 2011      | 26. července 2012 |
| 40           | 18        | The Last Dance           | Poslední tanec    | John Behring     | Michael Narducci                          | 14. dubna 2011     | 27. července 2012 |
| 41           | 19        | Klaus                    | Skutečný Klaus    | Joshua Butler    | Kevin Williamson a Julie Plec             | 21. dubna 2011     | 30. července 2012 |
| 42           | 20        | The Last Day             | Poslední den      | J. Miller Tobin  | Andrew Chambliss a Brian Young            | 28. dubna 2011     | 31. července 2012 |
| 43           | 21        | The Sun Also Rises       | Rituál            | Paul M. Sommers  | Caroline Dries a Mike Daniels             | 5. května 2011     | 1. srpna 2012     |
| 44           | 22        | As I Lay Dying           | Jak tak umírám    | John Behring     | Turi Meyer, Al Septien a Michael Narducci | 12. května 2011    | 2. srpna 2012     |

### Třetí řada (2011–2012)
| Č. v seriálu | Č. v řadě | Původní název           | Český název         | Režie              | Scénář                                    | Premiéra v USA     | Premiéra v ČR      |
| ------------ | --------- | ----------------------- | ------------------- | ------------------ | ----------------------------------------- | ------------------ | ------------------ |
| 45           | 1         | The Birthday            | Narozeniny          | John Behring       | Kevin Williamson a Julie Plec             | 15. září 2011      | 27. listopadu 2013 |
| 46           | 2         | The Hybrid              | Hybrid              | Josh Butler        | Al Septien a Turi Meyer                   | 22. září 2011      | 28. listopadu 2013 |
| 47           | 3         | The End of the Affair   | Konec jedné aférky  | Chris Grismer      | Caroline Dries                            | 29. září 2011      | 29. listopadu 2013 |
| 48           | 4         | Disturbing Behavior     | Znepokojivé chování | Wendey Stanzler    | Brian Young                               | 6. října 2011      | 2. prosince 2013   |
| 49           | 5         | The Reckoning           | Zúčtování           | John Behring       | Michael Narducci                          | 13. října 2011     | 3. prosince 2013   |
| 50           | 6         | Smells Like Teen Spirit | První školní den    | Rob Hardy          | Julie Plec a Caroline Dries               | 20. října 2011     | 4. prosince 2013   |
| 51           | 7         | Ghost World             | Svět duchů          | David Jackson      | Rebecca Sonnenshine                       | 27. října 2011     | 5. prosince 2013   |
| 52           | 8         | Ordinary People         | Obyčejní lidé       | J. Miller Tobin    | Nick Wauters, Caroline Dries a Julie Plec | 3. listopadu 2011  | 6. prosince 2013   |
| 53           | 9         | Homecoming              | Maturitní ples      | Joshua Butler      | Evan Bleiweiss                            | 10. listopadu 2011 | 9. prosince 2013   |
| 54           | 10        | The New Deal            | Nový řád            | John Behring       | Michael Narducci                          | 5. ledna 2012      | 10. prosince 2013  |
| 55           | 11        | Our Town                | Naše město          | Wendey Stanzler    | Rebecca Sonnenshine                       | 12. ledna 2012     | 11. prosince 2013  |
| 56           | 12        | The Ties That Bind      | Rodinná pouta       | John Dahl          | Brian Young                               | 19. ledna 2012     | 12. prosince 2013  |
| 57           | 13        | Bringing Out The Dead   | Návrat mrtvích      | Jeffrey Hunt       | Turi Meyer a Al Septien                   | 2. února 2012      | 13. prosince 2013  |
| 58           | 14        | Dangerous Liaisons      | Nebezpečné známosti | Chris Grismer      | Caroline Dries                            | 9. února 2012      | 16. prosince 2013  |
| 59           | 15        | All My Children         | Všechny moje děti   | Pascal Verschooris | Evan Bleiweiss a Michael Narducci         | 16. února 2012     | 17. prosince 2013  |
| 60           | 16        | 1912                    | 1912                | John Behring       | Julie Plec a Elisabeth R. Finch           | 15. března 2012    | 18. prosince 2013  |
| 61           | 17        | Break On Through        | Prorazit skrz       | Lance Anderson     | Rebecca Sonnenshine                       | 22. března 2012    | 19. prosince 2013  |
| 62           | 18        | The Murder of One       | Vražda jediného     | J. Miller Tobin    | Caroline Dries                            | 29. března 2012    | 20. prosince 2013  |
| 63           | 19        | Heart of Darkness       | Srdce temnoty       | Chris Grismer      | Evan Bleiweiss a Brian Young              | 19. dubna 2012     | 23. prosince 2013  |
| 64           | 20        | Do Not Go Gentle        | Neodcházej jemně    | Joshua Butler      | Michael Narducci                          | 26. dubna 2012     | 24. prosince 2013  |
| 65           | 21        | Before Sunset           | Před soumrakem      | Chris Grismer      | Charlie Charbonneau a Daphne Miles        | 3. května 2012     | 25. prosince 2013  |
| 66           | 22        | The Departed            | Zesnulý             | John Behring       | Brett Matthews a Elisabeth R. Finch       | 10. května 2012    | 26. prosince 2013  |

### Čtvrtá řada (2012–2013)
| Č. v seriálu | Č. v řadě | Původní název                    | Český název      | Režie              | Scénář                                 | Premiéra v USA     | Premiéra v ČR     |
| ------------ | --------- | -------------------------------- | ---------------- | ------------------ | -------------------------------------- | ------------------ | ----------------- |
| 67           | 1         | Growing Pains                    | Proměna          | Chris Grismer      | Caroline Dries                         | 11. října 2012     | 27. prosince 2013 |
| 68           | 2         | Memorial                         | Rozloučení       | Rob Hardy          | José Molina a Julie Plec               | 18. října 2012     | 30. prosince 2013 |
| 69           | 3         | The Rager                        | Vztek            | Lance Anderson     | Brian Young                            | 25. října 2012     | 31. prosince 2013 |
| 70           | 4         | The Five                         | Bratrstvo pěti   | Joshua Butler      | Brett Matthews a Rebecca Sonnenshine   | 1. listopadu 2012  | 1. ledna 2014     |
| 71           | 5         | The Killer                       | Vrah             | Chris Grismer      | Michael Narducci                       | 8. listopadu 2012  | 2. ledna 2014     |
| 72           | 6         | We All Go A Little Mad Sometimes | Šílenství        | Wendy Stanzler     | Evan Bleiweiss a Julie Plec            | 15. listopadu 2012 | 3. ledna 2014     |
| 73           | 7         | My Brother’s Keeper              | Pouto s bratrem  | Jeffrey Hunt       | Caroline Dries a Elisabeth Finch       | 29. listopadu 2012 | 6. ledna 2014     |
| 74           | 8         | We’ll Always Have Bourbon Street | Upírská oddanost | Jesse Warn         | José Molina a Charlie Charbonneau      | 6. prosince 2012   | 7. ledna 2014     |
| 75           | 9         | O Come, All Ye Faithful          | Tichá noc        | Pascal Verschooris | Michael J. Cinquemani a Julie Plec     | 13. prosince 2012  | 8. ledna 2014     |
| 76           | 10        | After School Special             | Kouzla po škole  | David Von Ancken   | Brett Matthews                         | 17. ledna 2013     | 9. ledna 2014     |
| 77           | 11        | Catch Me If You Can              | Jako lovná zvěř  | John Dahl          | Brian Young a Michael Narducci         | 24. ledna 2013     | 10. ledna 2014    |
| 78           | 12        | A View to a Kill                 | Pohled na smrt   | Brad Turner        | Rebecca Sonnenshine                    | 31. ledna 2013     | 13. ledna 2014    |
| 79           | 13        | Into the Wild                    | V divočině       | Michael Allowitz   | Caroline Dries                         | 7. února 2013      | 14. ledna 2014    |
| 80           | 14        | Down the Rabbit Hole             | Dávné zlo        | Chris Grismer      | Jose Molina                            | 14. února 2013     | 15. ledna 2014    |
| 81           | 15        | Stand By Me                      | Stůj při mně     | Lance Anderson     | Julie Plec                             | 21. února 2013     | 16. ledna 2014    |
| 82           | 16        | Bring It On                      | Bez zábran       | Jesse Warn         | Elisabeth R. Finch a Michael Narducci  | 14. března 2013    | 17. ledna 2014    |
| 83           | 17        | Because of The Night             | Kouzlo noci      | Garreth Stover     | Brian Young a Charlie Charbonneau      | 21. března 2013    | 20. ledna 2014    |
| 84           | 18        | American Gothic                  | Zapadákov        | Kellie Cyrus       | Evan Bleiweiss a Jose Molina           | 28. března 2013    | 21. ledna 2014    |
| 85           | 19        | Pictures Of You                  | Tvůj obraz       | J. Miller Tobin    | Neil Reynolds a Caroline Dries         | 18. dubna 2013     | 22. ledna 2014    |
| 86           | 20        | The Originals                    | Původní          | Chris Grismer      | Julie Plec                             | 25. dubna 2013     | 23. ledna 2014    |
| 87           | 21        | She's Come Undone                | Emoce            | Darnell Martin     | Michael Narducci a Rebecca Sonnenshine | 2. května 2013     | 24. ledna 2014    |
| 88           | 22        | The Walking Dead                 | Živí mrtví       | Rob Hardy          | Brian Young a Caroline Dries           | 9. května 2013     | 27. ledna 2014    |
| 89           | 23        | Graduation                       | Maturita         | Chris Grismer      | Caroline Dries a Julie Plec            | 16. května 2013    | 28. ledna 2014    |

### Pátá řada (2013–2014)
| Č. v seriálu | Č. v řadě | Původní název                   | Režie              | Scénář                                   | Premiéra v USA     |
| ------------ | --------- | ------------------------------- | ------------------ | ---------------------------------------- | ------------------ |
| 90           | 1         | I Know What You Did Last Summer | Lance Anderson     | Caroline Dries                           | 3. října 2013      |
| 91           | 2         | True Lies                       | Joshua Butler      | Brian Young                              | 10. října 2013     |
| 92           | 3         | Original Sin                    | Jesse Warn         | Melinda Hsu Taylor a Rebecca Sonnenshine | 17. října 2013     |
| 93           | 4         | For Whom the Bell Tolls         | Michael Allowitz   | Brett Matthews a Rebecca Sonnenshine     | 24. října 2013     |
| 94           | 5         | Monster's Ball                  | Kellie Cyrus       | Sonny Postiglione                        | 31. října 2013     |
| 95           | 6         | Handle with Care                | Jeffrey Hunt       | Caroline Dries a Holly Brix              | 7. listopadu 2013  |
| 96           | 7         | Death and the Maiden            | Leslie Libman      | Rebecca Sonnenshine                      | 14. listopadu 2013 |
| 97           | 8         | Dead Man on Campus              | Rob Hardy          | Brian Young a Neil Reynolds              | 21. listopadu 2013 |
| 98           | 9         | The Cell                        | Chris Grismer      | Melinda Hsu Taylor                       | 5. prosince 2013   |
| 99           | 10        | Fifty Shades of Grayson         | Kellie Cyrus       | Caroline Dries                           | 12. prosince 2013  |
| 100          | 11        | 500 Years of Solitude           | Chris Grismer      | Julie Plec a Caroline Dries              | 23. ledna 2014     |
| 101          | 12        | The Devil Inside                | Kellie Cyrus       | Brett Matthews a Sonny Postiglione       | 30. ledna 2014     |
| 102          | 13        | Total Eclipse of the Heart      | Darren Genet       | Rebecca Sonnenshine a Holly Brix         | 6. února 2014      |
| 103          | 14        | No Exit                         | Michael Allowitz   | Brian Young                              | 27. února 2014     |
| 104          | 15        | Gone Girl                       | Lance Anderson     | Melinda Hsu Taylor                       | 6. března 2014     |
| 105          | 16        | While You Were Sleeping         | Pascal Verschooris | Caroline Dries                           | 20. března 2014    |
| 106          | 17        | Rescue Me                       | Leslie Libman      | Brett Matthews a Neil Reynolds           | 27. března 2014    |
| 107          | 18        | Resident Evil                   | Paul Wesley        | Caroline Dries a Brian Young             | 17. dubna 2014     |
| 108          | 19        | Man on Fire                     | Michael Allowitz   | Melinda Hsu Taylor a Matthew D'Ambrosio  | 24. dubna 2014     |
| 109          | 20        | What Lies Beneath               | Joshua Butler      | Elisabeth R. Finch a Holly Brix          | 1. května 2014     |
| 110          | 21        | Promised Land                   | Michael Allowitz   | Rebecca Sonnenshine                      | 8. května 2014     |
| 111          | 22        | Home                            | Chris Grismer      | Caroline Dries a Brian Young             | 15. května 2014    |

### Šestá řada (2014–2015)
| Č. v seriálu | Č. v řadě | Původní název                            | Režie               | Scénář                                            | Premiéra v USA     |
| ------------ | --------- | ---------------------------------------- | ------------------- | ------------------------------------------------- | ------------------ |
| 112          | 1         | I'll Remember                            | Jeffrey Hunt        | Caroline Dries                                    | 2. října 2014      |
| 113          | 2         | Yellow Ledbetter                         | Pascal Verschooris  | Julie Plec                                        | 9. října 2014      |
| 114          | 3         | Welcome To Paradise                      | Michael A. Allowitz | Brian Young                                       | 16. října 2014     |
| 115          | 4         | Black Hole Sun                           | Kellie Cyrus        | Melinda Hsu Taylor a Neil Reynolds                | 23. října 2014     |
| 116          | 5         | The World Has Turned and Left Me Here    | Leslie Libman       | Brett Matthews                                    | 30. října 2014     |
| 117          | 6         | The More You Ignore Me, The Closer I Get | Garreth Stover      | Chad Fiveash a James Stoteraux                    | 6. listopadu 2014  |
| 118          | 7         | Do You Remember the First Time?          | Darren Genet        | Rebecca Sonnenshine                               | 13. listopadu 2014 |
| 119          | 8         | Fade Into You                            | Joshua Butler       | Nina Fiore a John Herrera                         | 20. listopadu 2014 |
| 120          | 9         | I Alone                                  | Kellie Cyrus        | Brian Young a Holly Brix                          | 4. prosince 2014   |
| 121          | 10        | Christmas Trought Your Eyes              | Michael Allowitz    | Caroline Dries                                    | 11. prosince 2014  |
| 122          | 11        | Woke Up With a Monster                   | Paul Wesley         | Melinda Hsu Taylor                                | 22. ledna 2015     |
| 123          | 12        | Prayer For The Dying                     | Jeffrey Hunt        | Brett Matthews a Rebecca Sonnenshine              | 29. ledna 2015     |
| 124          | 13        | The Day I Tried To Live                  | Pascal Verschooris  | Chad Fiveash a James Stoteraux                    | 5. února 2015      |
| 125          | 14        | Stay                                     | Chris Grismer       | Brian Young a Caroline Dries                      | 12. února 2015     |
| 126          | 15        | Let Her Go                               | Julie Plec          | Julie Plec                                        | 19. února 2015     |
| 127          | 16        | The Downward Spiral                      | Ian Somerhalder     | Brian Young a Caroline Dries                      | 12. března 2015    |
| 128          | 17        | A Bird in a Gilded Cage                  | Joshua Butler       | Neil Reynolds                                     | 19. března 2015    |
| 129          | 18        | I Never Could Love Like That             | Leslie Libman       | Matthew D'Ambrosio, Chad Fiveash a James Storeaux | 16. dubna 2015     |
| 130          | 19        | Because                                  | Geoff Shotz         | Melinda Hsu Taylor                                | 23. dubna 2015     |
| 131          | 20        | I'd Leave My Happy Home for You          | Jesse Warn          | Brett Matthews a Rebecca Sonnenshine              | 30. dubna 2015     |
| 132          | 21        | I'll Wed You in the Golden Summertime    | Michael Allowitz    | Brian Young                                       | 7. května 2015     |
| 133          | 22        | I'm Thinking of You All the While        | Chris Grismer       | Julie Plec a Caroline Dries                       | 14. května 2015    |

### Sedmá řada (2015–2016)
| Č. v seriálu | Č. v řadě | Původní název                                | Režie                 | Scénář                          | Premiéra v USA     |
| ------------ | --------- | -------------------------------------------- | --------------------- | ------------------------------- | ------------------ |
| 134          | 1         | Day One of Twenty-Two Thousand, Give or Take | Pascal Verschooris    | Caroline Dries                  | 8. října 2015      |
| 135          | 2         | Never Let Me Go                              | Chris Grismer         | Brian Young                     | 15. října 2015     |
| 136          | 3         | Age of Innocence                             | Michael Allowitz      | Melinda Hsu Taylor a Holly Brix | 22. října 2015     |
| 137          | 4         | I Carry Your Heart with Me                   | Jeffrey Hunt          | Neil Reynolds                   | 29. října 2015     |
| 138          | 5         | Live Through This                            | Kellie Cyrus          | Rebecca Sonnenshine             | 5. listopadu 2015  |
| 139          | 6         | Best Served Cold                             | Darren Genet          | Caroline Dries                  | 12. listopadu 2015 |
| 140          | 7         | Mommie Dearest                               | Tony Solomons         | Chad Fiveash a James Stoteraux  | 19. listopadu 2015 |
| 141          | 8         | Hold Me, Thrill Me, Kiss Me                  | Leslie Libman         | Brett Matthews                  | 3. prosince 2015   |
| 142          | 9         | Cold as Ice                                  | Geoffrey Wing Shotz   | Brian Young                     | 10. prosince 2015  |
| 143          | 10        | Hell Is Other People                         | Deborah Chow          | Holly Brix a Neil Reynolds      | 29. ledna 2016     |
| 144          | 11        | Things We Lost in the Fire                   | Paul Wesley           | Melinda Hsu Taylor              | 5. února 2016      |
| 145          | 12        | Postcards from the Edge                      | Pascal Verschooris    | Rebecca Sonnenshine             | 12. února 2016     |
| 146          | 13        | This Woman's Work                            | Garreth Stover        | Chad Fiveash a James Stoteraux  | 19. února 2016     |
| 147          | 14        | Moonlight on the Bayou                       | Jeffrey Hunt          | Caroline Dries a Brett Matthews | 26. února 2016     |
| 148          | 15        | I Would for You                              | Mike Karasick         | Brian Young                     | 4. března 2016     |
| 149          | 16        | Days of Future Past                          | Ian Somerhalder       | Melinda Hsu Taylor              | 1. dubna 2016      |
| 150          | 17        | I Went to the Woods                          | Julie Plec            | Julie Plec a Neil Reynolds      | 8. dubna 2016      |
| 151          | 18        | One Way or Another                           | Rashaad Ernesto Green | Penny Cox                       | 15. dubna 2016     |
| 152          | 19        | Somebody That I Used to Know                 | Chris Grismer         | Matthew D'Ambrosio              | 22. dubna 2016     |
| 153          | 20        | Kill 'Em All                                 | Kellie Cyrus          | Chad Fiveash a James Stoteraux  | 29. dubna 2016     |
| 154          | 21        | Requiem for a Dream                          | Paul Wesley           | Brett Matthews a Neil Reynolds  | 6. května 2016     |
| 155          | 22        | Gods and Monsters                            | Michael A. Allowitz   | Brian Young                     | 13. května 2016    |

### Osmá řada (2016–2017)
| Č. v seriálu | Č. v řadě | Původní název                                  | Režie               | Scénář                                                           | Premiéra v USA     |
| ------------ | --------- | ---------------------------------------------- | ------------------- | ---------------------------------------------------------------- | ------------------ |
| 156          | 1         | Hello Brother                                  | Michael A. Allowitz | Julie Plec a Kevin Williamson                                    | 21. října 2016     |
| 157          | 2         | Today Will Be Different                        | Pascal Verschooris  | Melinda Hsu Taylor                                               | 28. října 2016     |
| 158          | 3         | You Decided That I Was Worth Saving            | Michael Karasick    | Chad Fiveash a James Stoteraux                                   | 4. listopadu 2016  |
| 159          | 4         | An Eternity of Misery                          | Rob Hardy           | Brett Matthews a Neil Reynolds                                   | 11. listopadu 2016 |
| 160          | 5         | Coming Home Was a Mistake                      | James Thompson      | Celine Geiger                                                    | 18. listopadu 2016 |
| 161          | 6         | Detoured On Some Random Backwoods Path to Hell | Paul Wesley         | Alan McElroy                                                     | 2. prosince 2016   |
| 162          | 7         | The Next Time I Hurt Somebody, It Could Be You | Tanya Hamilton      | Shukree Hassan Tilghman                                          | 9. prosince 2016   |
| 163          | 8         | We Have History Together                       | Ian Somerhalder     | Matthew D'Ambrosio                                               | 13. ledna 2017     |
| 164          | 9         | The Simple Intimacy of the Near Touch          | Geoff Shotz         | Neil Reynolds a Penny Cox                                        | 20. ledna 2017     |
| 165          | 10        | Nostalgia's a Bitch                            | Kellie Cyrus        | Brett Matthews                                                   | 27. ledna 2017     |
| 166          | 11        | You Made a Choice to be Good                   | Carol Banker        | Melinda Hsu Taylor a Celine Geiger                               | 3. února 2017      |
| 167          | 12        | What Are You?                                  | Darren Genet        | Chad Fiveash a James Stoteraux                                   | 10. února 2017     |
| 168          | 13        | The Lies Will Catch Up to You                  | Tony Solomons       | Neil Reynolds                                                    | 17. února 2017     |
| 169          | 14        | It's Been a Hell of a Ride                     | Pascal Verschooris  | Brett Matthews a Shukree Hassan Tilghman                         | 24. února 2017     |
| 170          | 15        | We're Planning a June Wedding                  | Chris Grismer       | námět: Jen Vestuto a Melissa Marlette scénář: Melinda Hsu Taylor | 3. března 2017     |
| 171          | 16        | I Was Feeling Epic                             | Julie Plec          | Julie Plec a Kevin Williamson                                    | 10. března 2017    |

## Speciály
| Číslo | Původní název | Vysíláno mezi díly                               | Premiéra v USA  |
| ----- | ------------- | ------------------------------------------------ | --------------- |
| 1     | Forever Yours | We're Planning a June Wedding I Was Feeling Epic | 10. března 2017 |